# ミロ・モアレ
ミロ・モアレ（Milo Moiré、1983年5月7日 - ）はスイス・ルツェルン出身の芸術家。主に自身の裸体を使ったパフォーマンスアートで知られる。2014年11月時点ではデュッセルドルフ在住。
パートナーは、ペーター・パルムとして知られる写真家のP.H.Hergartenで、モアレは彼のミューズでもある。パフォーマンス・アート、フェミニズム、ポルノ。

## 経歴
父親にスロバキア人、母親にスペイン人を持つ。1983年にスイスで誕生した。幼少期から絵を描くことに強い関心を持っていた。モアレは幼少期を振り返って自分は普通じゃないものに関心を示しており、同じ学校で負け犬と呼ばれるような子供が虹のように見えたと語っている。2011年、ベルン大学にて心理学と美術を専攻し、マグナ・クム・ラウデ（成績上位者）を受賞して卒業している。その後、修士号を取得した。同大学では認知と知覚をテーマに研究を行っていた。
2013年5月に裸体に衣服の名称を書いて街を歩き回るハプニングアート《スクリプト・システム》を発表した。
2014年アート・ケルンの最中に、自身の膣からアクリル絵具やインクなどが入った鶏卵を落として作品を制作する《プロップ・エッグ》を発表した。
2016年、2015年の大晦日に発生したケルン大晦日集団性暴行事件に対して、抗議のプラカードを持ち、事件の起きたケルン大聖堂前に全裸で立つというパフォーマンスを実行した。この時警察はモアレを逮捕せず、彼女の周りに人を寄り付かせないようにした。同年にデュッセルドルフ、ロンドン、アムステルダムにて女性の権利を主張するために《ミラーボックス》というパフォーマンスを実施した。そのうちロンドンのトラファルガー広場では二度目の逮捕となった。

## 批評

### 芸術かポルノか
彼女の作品における芸術性は、マスメディアからもポルノグラフィーの観点からも評価が分かれている。《プロップ・エッグ》についてブルックスはこのパフォーマンスをアート・ケルンの最中に行う必要は無かったと批判している。
また、自身の有料会員制サイト上では自慰や性交といった明確にポルノと分類されうる動画を公開している。